# Gare de Port-d'Atelier-Amance
La gare de Port-d'Atelier-Amance, également appelée Port-d'Atelier, est une gare ferroviaire française de la ligne de Paris-Est à Mulhouse-Ville. Elle est située dans le hameau de Port d'Atelier-Amance, sur le territoire de la commune de Faverney, dans le département de la Haute-Saône, en région Bourgogne-Franche-Comté. Contrairement aux emprises de la gare qui ne sont situées que sur le territoire de la commune susmentionnée, le hameau est partagé avec celle voisine d'Amance.
Elle est mise en service en 1858, par la Compagnie des chemins de fer de l'Est. Elle est fermée au service des voyageurs, au début des années 2010, par la Société nationale des chemins de fer français (SNCF).

## Situation ferroviaire
Établie à 218 mètres d'altitude, la gare de Port-d'Atelier-Amance est située au point kilométrique (PK) 360,510 de la ligne de Paris-Est à Mulhouse-Ville, entre les gares de Montureux-lès-Baulay (fermée) et de Port-sur-Saône (fermée), les gares ouvertes les plus proches sont Culmont - Chalindrey et Vesoul.
Ancienne gare de bifurcation, elle était également l'aboutissement de la ligne d'Aillevillers à Port-d'Atelier-Amance (déclassée).

## Histoire
La station de « Port-d'Atelier » est mise en service le 22 février 1858 par la Compagnie des chemins de fer de l'Est, lorsqu'elle ouvre à l'exploitation les 84 km, de la 7e section de sa ligne de Paris à Mulhouse, entre les gares de Langres et de Vesoul. Elle est alors situées entre les gares de Monthureux et de Port-sur-Saône.
Elle devient une gare de bifurcation le 4 février 1860, lors de l'ouverture des 29 km, de la deuxième section de la ligne de Nancy à Gray, entre Port d'Atelier et Aillevillers Plombières (Ligne d'Aillevillers à Port-d'Atelier-Amance). Cette mise en service accroit l'importance de la gare en permettant de mettre sur des trains à destination de Paris les productions du département des Vosges.
En 1875, la compagnie de l'Est procède d'urgence à la construction d'un « grand quai découvert », pour sa réalisation elle doit déplacer un chemin de communication.

## Service des voyageurs
Gare fermée.

## Accident ferroviaire de Port-d'Atelier
Le 18 février 1949, un accident ferroviaire eut lieu dans le hameau de Port-d'Atelier. Il s'agit de l'une des plus importantes catastrophes ferroviaires du XXe siècle en France à cette époque avec un total de 41 morts.

## Patrimoine ferroviaire
La gare a conservé ses anciennes infrastructures : bâtiment voyageurs, quais, château d'eau et halle à marchandises.

Les anciens bâtiments
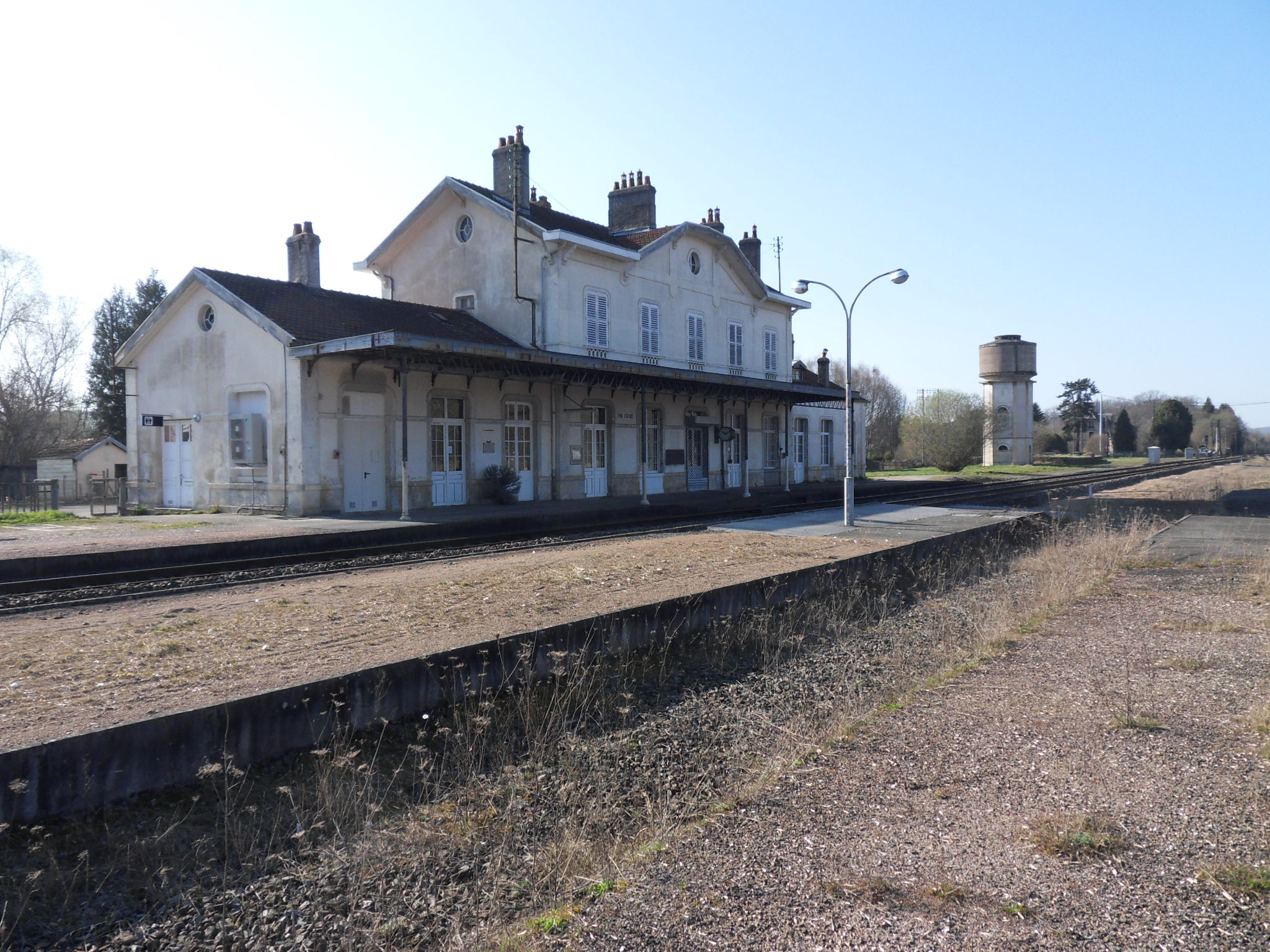
Le bv vu des quais (2014).
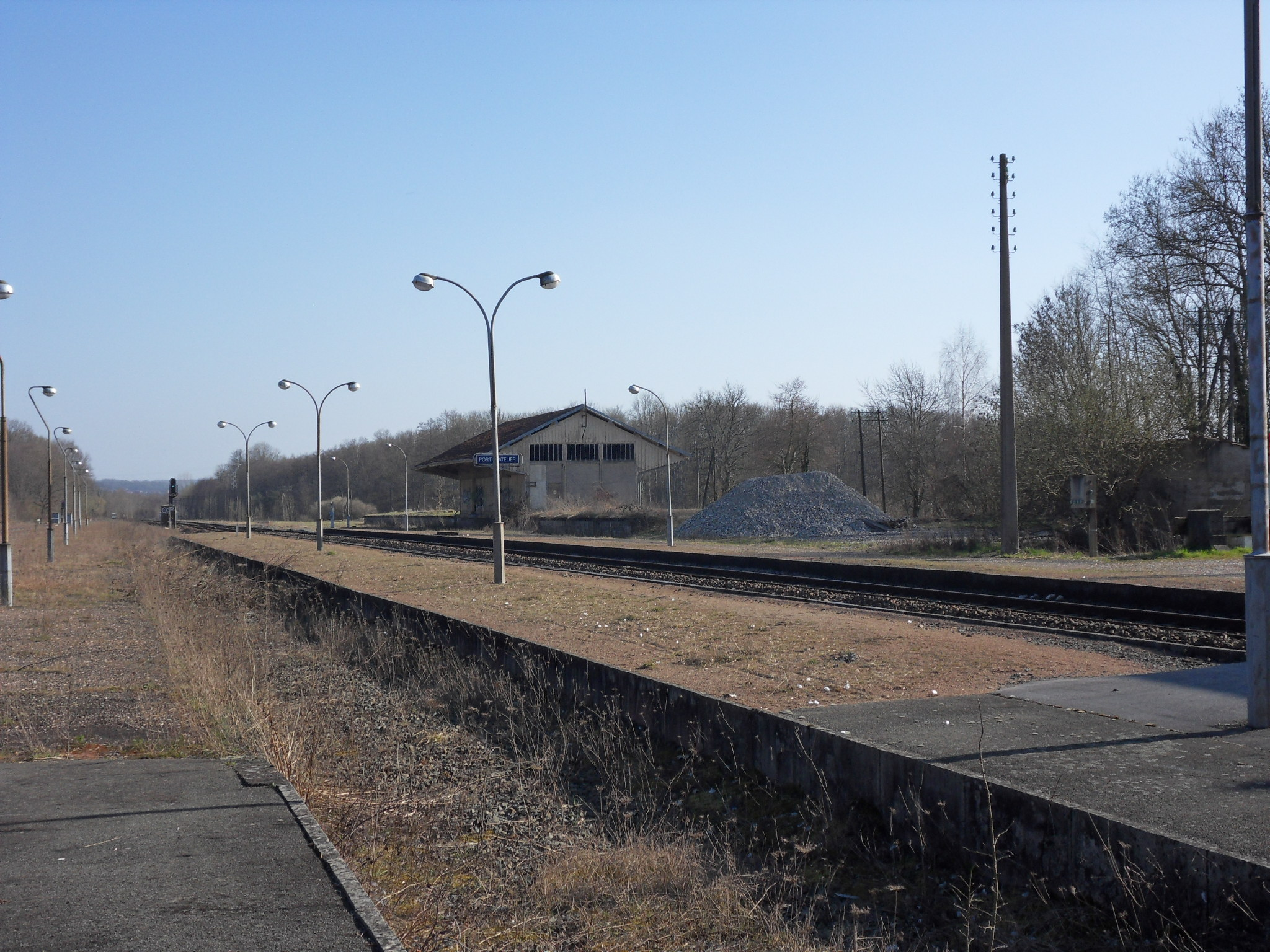
La halle vue des quais (2014).
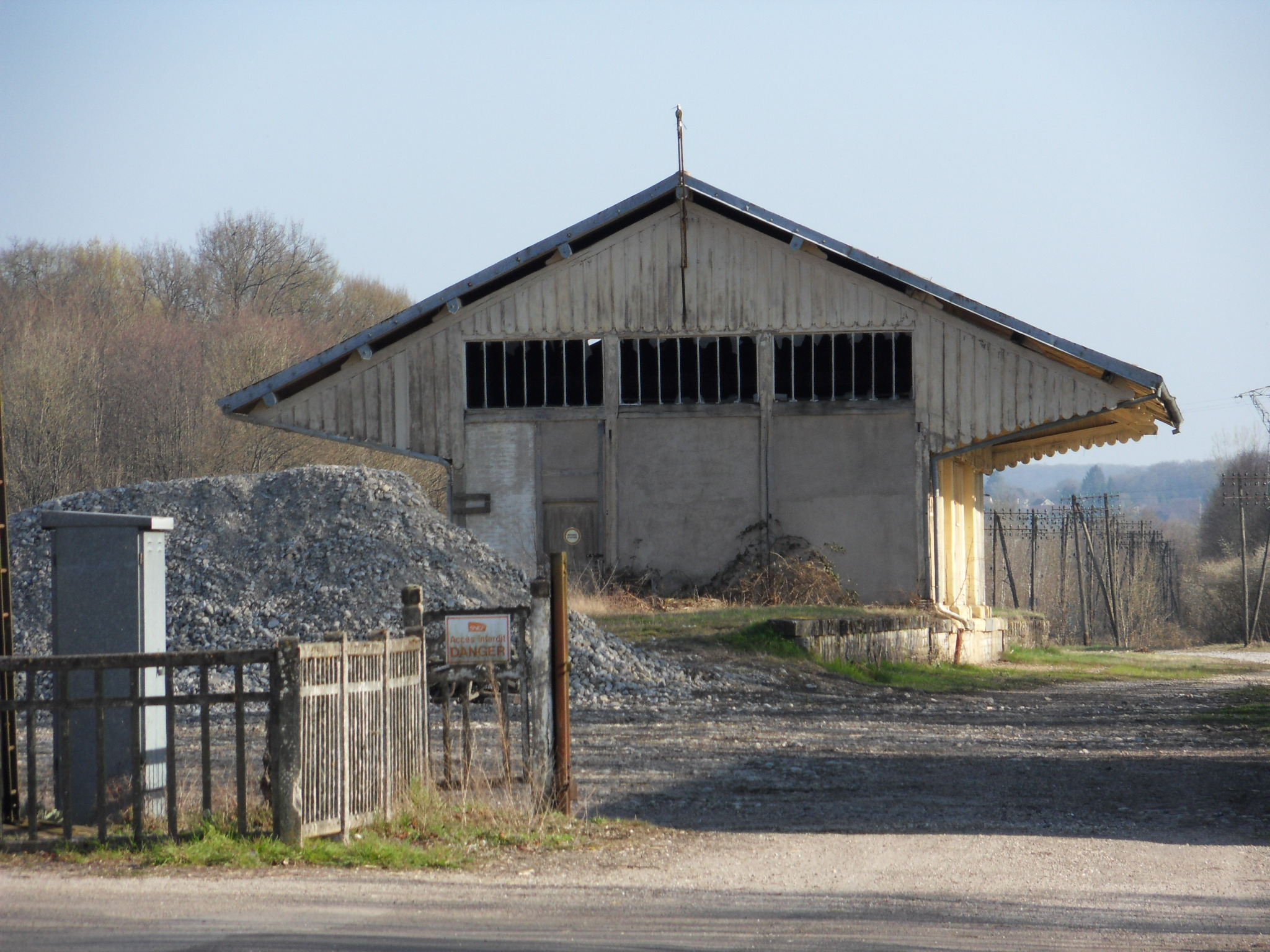
Détail de la halle à marchandises.